# NGC 4694
NGC 4694 este o hi (21cm) source⁠(d) situată în constelația Fecioara. A fost descoperită în 1784 de către William Herschel. Se află la o distanță de 16,5 megaparseci de Pământ.